# Х-101
Х-101 (произносится «ха сто один») — стратегическая крылатая ракета «воздух-земля» с использованием технологий снижения радиолокационной заметности. Разработана на основе ракет серии Х-55 конструкторским бюро «Радуга» в 1980-х годах.

## Конструкция
Проектирование ракеты началось в конце 1980-х годов, а полноценная разработка началась в 1995 году. Ракета достигла начальной эксплуатационной готовности к августу 2003 года, а на вооружение поступила в 2012 году.
Ракета выполнена на новой технологической основе, имеет исключительно российские комплектующие в отличие от предыдущих поколений этих ракет, которые имели комплектующие из стран бывшего СССР. Использует комбинированную систему наведения: инерциальная система с оптико-электронной коррекцией; на конечном участке используется головка самонаведения. Может получать комплексную информацию и по маршруту, и по координатам цели. В отличие от ракет предыдущего поколения, имеется принципиальная возможность смены цели, когда ракета уже находится в полёте. В транспортном положении двигатель расположен внутри ракеты, крылья сложены под ракетой, хвостовое оперение также сложено. После запуска двигатель (турбореактивный двухконтурный модели Р95ТМ-300) выдвигается из корпуса ракеты, оперение раскладывается по схеме «низкоплан».
По результатам испытаний ракета имела круговое вероятное отклонение (КВО) 7 м на дальности 5500 км. Ракета способна уничтожать подвижные цели с точностью попадания до 10 м.

## Тактико-технические характеристики
| Параметр                    | Значение |
| --------------------------- | --- |
| Разработчик                 | МКБ «Радуга» |
| Год начала испытаний        | 1999 |
| Длина, м                    | 7,45 |
| Диаметр, мм                 | 742 |
| Размах крыла, м             | 3 |
| Стартовый вес, кг           | 2200—2400 |
| Масса боевой части, кг      | 400 |
| Тип боевой части            | обычная, варианты: осколочно-фугасная, фугасная, кассетная |
| Масса топлива, кг           | 1250 |
| Скорость, м/c, крейсерская  | 190—200 (0,58 Маха) |
| Скорость, м/c, максимальная | 250—270 (0,78 Маха) |
| Максимальная дальность, км  | 2500 — 2800 км (по другим данным до 5500 км) |
| Профиль полёта              | изменяемый |
| Высота профиля полёта, м    | изменяемый от 30—70 до 10 000 |
| ЭПР, м²                     | 0,01 |
| Тип ГСН                     | оптоэлектронная система коррекции + ТВ (СМИ) ИНС + лазерный высотомер/оптическое изображение по эталонам участков коррекции + (вероятно) на конечном этапе полёта — оптическая или радиолокационная ГСН |
| Силовая установка           | Двигатель ДТРД ТРДД-50А с тягой 450 кгс |
| Точность (КВО), м           | 10-20 |
| Ядерный вариант ракеты      | Х-102 с термоядерным зарядом мощностью 250 кт |
| Носители                    | - Ту-160 (12 ракет в двух внутренних отсеках). - Ту-95МСМ (8 ракет на внешней подвеске) |
| Стоимость запуска           | 13 млн. долларов США на 2022 год |

## Модификации
- Х-102 крылатая ракета с термоядерной боеголовкой[3]. По различным источникам, Х-102 имеет боеголовку мощностью от 250 килотонн[6][11] до 1 мегатонны[18]. Проходила испытания в конце 2018 года на ракетном полигоне Пембой[19]
- Изделие 504АП модификация Х-101, оборудованная оптической системой наведения на цель «Отблеск-У»[10][20]. Также на борту ракеты установлен блок отстрела ложных целей «Л-504». В 2021-2022 годах изготовлено около 111 единиц модифицированных ракет[20][21].

## Критика проекта
Несмотря на заявления производителя о том, что ракета имеет исключительно российские комплектующие, зарубежные эксперты, исследовавшие ракету, заявляли о большом количестве иностранных компонентов, в том числе производства компании Xilinx и Vicor. В ходе российского вторжения на Украину некоторая часть Х-101 была сбита силами ПВО Украины, неповрежденные ракеты Х-101 и её компоненты были проанализированы украинскими и западными экспертами. Эксперты Королевского объединённого института оборонных исследований, исследовавшие ракету в 2022 году, заявили, что все шесть подсистем ракеты содержат большое количество микроэлектроники западного производства. В 2023 году эксперты обнаружили в фрагменте Х-101 около 16 западных деталей и микросхем гражданского назначения, в том числе швейцарской компании STMicroelectronics и американских производителей Texas Instruments, Analog Devices и Intel. Всего, по оценкам экспертов, в ракетах Х-101 может быть около 50 компонентов западного производства.

## Боевое применение

### Сирия
Ракеты Х-101 неоднократно применялись в ходе военной операции России в Сирии, ставшей первым их боевым применением. Первое применение состоялось в ноябре 2015 года, при этом не все из запущенных ракет достигли своих целей, как минимум одна ракета упала на иранской территории, в 750 километрах от сирийской границы.
| Дата       | Количество | Носитель           |
| ---------- | ---------- | ------------------ |
| 17.11.2015 | 16         | Ту-160             |
| 19.11.2015 | 16         | Ту-160             |
| 20.11.2015 | 16         | Ту-160             |
| 17.02.2016 | ?          | несколько Ту-95МСМ |
| 5.07.2017  | 4          | Ту-95МС            |
| 26.09.2017 | 4          | Ту-95МС            |

### Украина
Ракеты Х-101 широко применялись в ходе вторжения России на Украину с использованием стратегических бомбардировщиков Ту-95 и Ту-160.

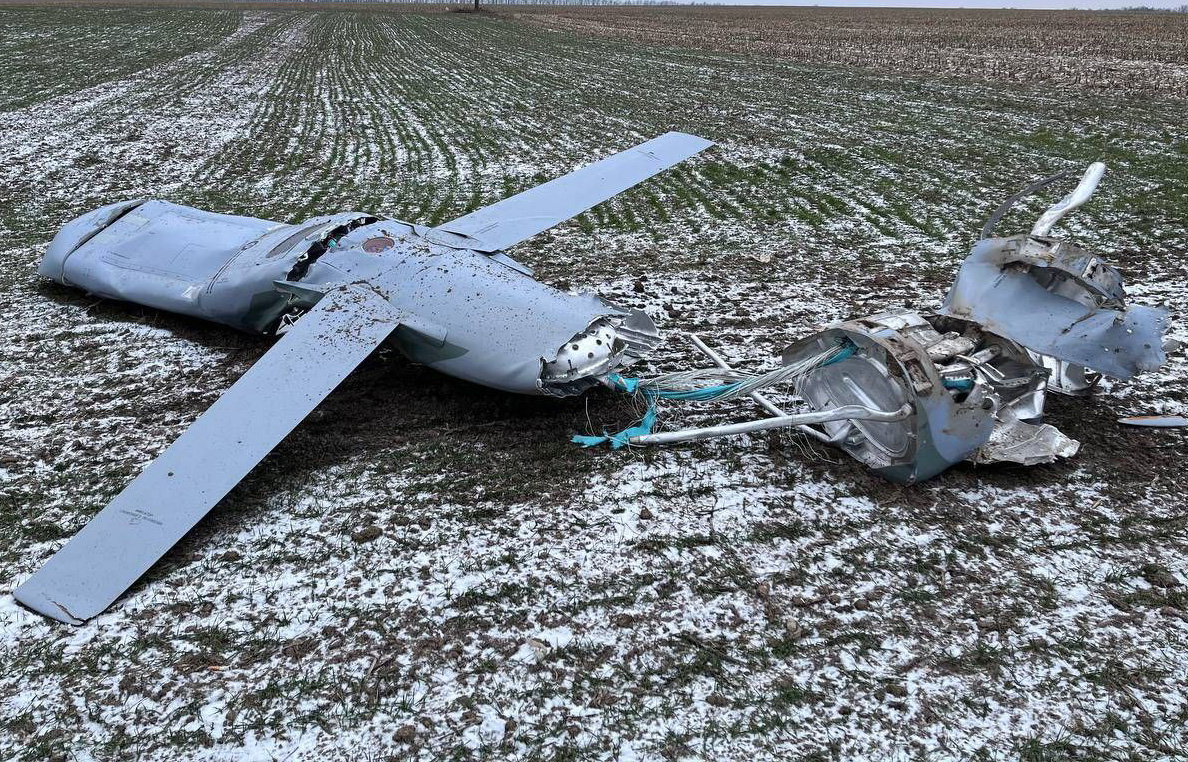
Ракета Х-101 в Винницкой области Украины

26 июня 2022 года 14 ракет Х-101 использовались для удара по Киеву и области. Часть ракет была сбита ПВО. В Киеве четыре ракеты попали в жилой девятиэтажный дом и по территории детского сада. Погиб один человек, шестеро были ранены. В результате ракетного удара по г. Днепру в июле три человека погибли, 15 — ранены. Был нанесён ракетный удар по заводу «Южмаш» и близлежащим населённым пунктам.
Ракеты Х-101 также использовались для ударов по городам и объектам гражданской энергетической инфраструктуры в Киеве, Хмельницком, Луцке, Умани, Запорожье, Днепре и других городах Украины. В частности, X-101 использовалась для удара по многоэтажному дому в Умани в апреле 2023 года, от которого погибло 23 человека.
8 июля 2024 года, в ходе ракетного обстрела Украины, российские войска нанесли удар ракетой Х-101 по детской больнице «Охматдет» в Киеве. Один из корпусов больницы был разрушен, двое человек погибло.
По данным военных экспертов, в ходе применения Х-101 фиксируется значительная частота отказов крылатой ракеты – ракеты «либо не запускаются, либо не попадают в цель, либо не взрываются при контакте». Британская разведка сообщала, что Россия теряла Х-101 еще при запуске, зафиксированы фрагменты X-101, упавшей в поле в Саратовской области. На ноябрь 2022 года около половины запущенных Х-101 перехватывались и уничтожались в воздухе украинскими силами. Западные ЗРК, которые были поставлены Украине, показали высокую эффективность против крылатых ракет, включая X-101. Также зафиксирован перехват и уничтожение Х-101 с помощью ПЗРК Игла.

## Операторы
- Россия: в 2021 году произведено 56 ракет, в 2023 году — 420 ракет[45]